# Bounahasita
La bounahasita és un mineral de la classe dels halurs. Rep el nom de la mina Bou Nahas, al Marroc, la seva localitat tipus.

## Característiques
La bounahasita és un halur de fórmula química Cu+Cu2+₂(OH)₃Cl₂. Va ser aprovada com a espècie vàlida per l'Associació Mineralògica Internacional l'any 2022, sent publicada en el mes de desembre de 2022. Cristal·litza en el sistema monoclínic.
L'exemplar que va servir per a determinar l'espècie, el que es coneix com a material tipus, es troba conservat a les col·leccions mineralògiques del Museu Canadenc de la Natura, al Quebec (Canadà), amb el número de catàleg: cmnmc 89874.

## Formació i jaciments
Va ser descoberta a la mina Bou Nahas, situada al Cercle d'Alnif, dins la província de Tinghir (Regió de Drâa-Tafilalet, Marroc), sent l'únic indret de tot el planeta on ha estat descrita aquesta espècie mineral.